# Presidente Bernardes (ort)
Presidente Bernardes är en ort i Brasilien.   Den ligger i kommunen Presidente Bernardes och delstaten São Paulo, i den södra delen av landet, 800 km sydväst om huvudstaden Brasília. Presidente Bernardes ligger 417 meter över havet och antalet invånare är 12 953.
Terrängen runt Presidente Bernardes är platt. Närmaste större samhälle är Álvares Machado, 11,7 km sydost om Presidente Bernardes.
Trakten runt Presidente Bernardes består i huvudsak av gräsmarker. Runt Presidente Bernardes är det ganska glesbefolkat, med 36 invånare per kvadratkilometer.